# Martín Garrido Ramis
Martín Garrido Ramis (Palma de Mallorca, 1952) es director de cine y guionista español de cine independiente, además de dramaturgo y actor. Es el primer director de cine comercial de la historia de las Islas Baleares. También creó el primer Café-Teatro de la isla: Babel's. 

## Biografía
Nacido en Palma de Mallorca en 1952, de padre empresario conquense y madre mallorquina, estudió Bellas Artes y después Arte Dramático con Trino Trives hasta que se fue a vivir a Barcelona. Allí actuó en publicidad con los mejores publicistas del momento, entre ellos Ricardo Albiñana, y en alguna que otra película. En 1975 se instala en Madrid para empezar a hacer cine con pequeños papeles hasta que en 1977 Pedro Masó le da la oportunidad de hacer un papel importante en La Coquito. Después vendrían importantes papeles en Perras callejeras de José Antonio de la Loma, El sacerdote de Eloy de la Iglesia, hasta que protagoniza con Beatriz Barón y Pedro Ruíz "Melodía interminada" (antes Proceso a ETA), y con Victoria Vera "Acosada". Defensor y amante del cine independiente, abandona la faceta de actor y decide probar en la dirección y vuelve a Barcelona en 1979. 
Sus primeros dos cortos serán ...pero no ahoga  y La Rosario y el Pinzas, este último seleccionado en el Festival de Cine de San Sebastián de 1981 y considerado por algunos críticos de la época como una pequeña obra maestra. Ese mismo año vuelve a su Mallorca para escribir y dirigir ¡Qué puñetera familia!, lo que será la primera película comercial de la historia de las islas Baleares. Las críticas serán dispares pero la película será un éxito comercial. Algunas de sus escenas han sido copiadas por otros directores de la época. Sus siguientes siete largometrajes serán totalmente independientes y recorrerán muchos festivales de cine. Mordiendo la vida, coprotagonizado por Beatriz Barón, Eduardo Fajardo y Paul Naschy, obtendrá el Premio Fructuos Gelabert a Mejor Película (1987) y actualmente es una película de culto. También ha dirigido diecinueve cortometrajes en 35 mm que han tenido un extenso recorrido por festivales y han sido comprados por televisiones extranjeras. Es responsable de los guiones de El Monstruo, Nos veremos en el infierno, Vidas tenebrosas, Mediterranean Blue y H6: Diario de un asesino, las cuatro películas dirigidas por su hijo, también director de cine, Martín Garrido Barón. En 2015 escribe y dirige El hijo bastardo de Dios, que recorre varios festivales de cine independiente y consigue muy buenas críticas en las redes, aunque es un fracaso comercial por sus fuertes y desagradables escenas. En 2016 escribe y dirige Una función para olvidar. Su dirección es diferente a todas sus película anteriores. Largos planos donde se van moviendo los actores recordándonos el cine independiente de los 50 y 60 en Nueva York.
Martín Garrido Ramis se ha dedicado la mayor parte de su vida al teatro en Mallorca. Actualmente estrena sus obras en teatros alternativos de Madrid obteniendo muy buenas críticas. Esta noche hay que matar a Franco (2003) en el Teatro T.I.S. Karpas Teatro, Marlene (2006) en el Teatro Mayor, y "La venganza del señor Pellicer" (2020) en la Sala 9 Norte, "El rey que cazaba elefantes" y "La presidenta" en el Teatro de las Aguas. Muchas de sus obras han sido publicadas. El 24 de marzo de 2017 salió a la venta el DVD de una de sus película clasifica de culto Mordiendo la vida, editada por el sello Vial of Delicatessens. El 20 de septiembre del mismo año también se editan en DVD El hijo bastardo de Dios y Una función para olvidar, esta última protagonizada por Beatriz Barón y Fernando Esteso, las dos editadas por Vial of Delicatessens y distribuidas por Cameo. En 2019, la editorial Tierra Trivium edita sus dos primeras novelas a nivel nacional, Zoilo Pollès y No encontré rosas para mi madre.  En 2022 la editorial Cosecha Negra le edita "Funambulistas sin red" y Ediciones Vencejo le edita "En busca de Michael Douglas". Actualmente prepara una función subvencionada por el ayuntamiento de Palma de Mallorca, "El col-leccionista de pots de farmàcia"

## Filmografía

### Director de Cine
- 1980  "Pero no ahoga" (cortometraje)
- "La Rosario y el Pinzas" (cortometraje)
- 1981 ¡Qué puñetera familia!
- 1984 El último penalty
- 1986 Mordiendo la vida
- 1988 Simpáticos degenerados
- 2001 Héroes de cartón
- 2015 El hijo bastardo de Dios
- 2016 Una función para olvidar
- 2018 Turbulencia Zombi
- 2020  "Confinados"
- 2023 "Desesperación" (cortometraje)
- 2024 "El director" (en preproducción)

### Guionista
- 1981 ¡Qué puñetera familia!
- 1984 El último penalty
- 1986 Mordiendo la vida
- 1988 Simpáticos degenerados
- 2001 Héroes de cartón
- 2005 H6 diario de un asesino
- 2009 El Monstruo
- 2010 Nos veremos en el infierno
- 2011 Vidas tenebrosas
- 2012 Mediterranean Blue
- 2015 El hijo bastardo de Dios
- 2016 Turbulencia zombi
- 2016 Una función para olvidar
- 2020  "Confinados"
- 2023  "Las kellys" (cortometraje)

## Novela
- 1976 Los comediantes de la vida (teatro)
- 1979 Gris (teatro)
- 1996 Las anomalías mentales y sexuales de una familia de clase media baja (teatro)
- 1996 L'ocàs d'una mestressa de casa (teatro)
- 1997 ¿Queridos mallorquines?
- 1997 Els mercenaris de la mort
- 1998 Esta noche hay que matar a Franco (teatro)
- 1999 El teatro de Martín Garrido
- 2000 Un americano en Mallorca
- 2001 Un america a Mallorca
- 2012 La actriz que se perdía en el escenario (teatro)
- 2012 Marlene (teatro)
- 2017 Roca Fuster, esbozo de una absurda vida (biografía)
- 2019 Zoilo Pollès
- 2020  "No encontré rosas para mi madre"
- 2022  "Funambulistas sin red"
- 2023  "En busca de Michael Douglas"

## Director de teatro
1974  Los comediantes de la vida de Martín Garrido Ramis.
1976  Un féretro para Arturo de Jordi Teixedor.
1977  Amor a oscuras de los hermanos Álvarez Quintero.
1979  Definidos e Indefinidos de Martín Garrido.
1980  Mar de Martín Garrido Ramis
1982  "Juré vengarme del Zorro" de Martín Garrido Ramis.
1984  La vida de Juan López de Martín Garrido Ramis.
1990  El pelícano de August Strindberg.
1992  Viejos tiempos de Harold Pinter.
1995  La bella Lucerito de los hermanos Álvarez Quintero.
L’ocàs d'una mestressa de casa de Martín Garrido Ramis.
1996  Sex Shop de Martín Garrido Ramis.
El altre seguell de Martín Garrido Ramis.
2000  Sola en la oscuridad de Frederick Knott
2005  Esta noche hay que matar a Franco de Martín Garrido Ramis
2006  Marlene de Martín Garrido Ramis.
2009  La casa de Bernarda Alba de García Lorca.
2009  "Luces de bohemia de Valle Inclán.
2010  Romeo y Julieta de William Schakespeare.
2011  L'actriu que es perdia a l’escenari de Martín Garrido Ramis.
2015  Cristóbal Colón amb M de Martín Garrido Ramis
2016  Qui va embarassar a la Tina del Coll d'en Rebassa de Martín Garrido Ramis
2018  Las Kellys de Martín Garrido Ramis
2019  La venganza del señor Pellicer de Martín Garrido Ramis
2021  "El rey que cazaba elefantes" de Martín Garrido Ramis
2022  "La Presidenta, ha nacido una estrella" de Martín Garrido Ramis
2022  "Una hora con Matías" de Martín Garrido Ramis. (Dirección de Beatriz Barón)